# The Glory
The Glory (hangeul : 더 글로리 ; RR : Deo Geullori ; MR : Tŏ kŭllori ; litt. « La gloire ») est une série télévisée sud-coréenne, créée par Kim Eun-sook et diffusée en deux parties en streaming sur Netflix, dont le 30 décembre 2022 pour la première partie, et le 10 mars 2023 pour la seconde.

## Synopsis
Une ancienne victime de violence scolaire cherche à se venger de ses bourreaux en acceptant un poste d'institutrice à l'école primaire de l'enfant du chef des bourreaux(ye-sol).
Certaines scènes sont basées sur un événement réel survenu en 2006 lorsqu'un groupe de collégiens de Cheongju, en Corée du Sud, a extorqué de l'argent à leur camarade de classe pendant environ un mois, en la battant et en la brûlant à plusieurs reprises à l'aide d'objets dans le processus.

## Distribution

### Acteurs principaux
- Song Hye-kyo (VF : Pamela Ravassard) : Moon Dong-eun[1],[5]
  - Jung Ji-so : est Moon Dong-eun jeune

La professeure principale de la classe 1-2 de l'école primaire Semyeong. Pendant ses années de lycée, elle a été la cible d'intimidations et de violences physiques constantes de la part de Yeon-jin et de son groupe. Elle a finalement quitté l'école et a lancé un plan élaboré de vengeance contre le groupe de Yeon-jin.
- Lee Do-hyun (VF : Damien Le Délézir) : Ju Yeo-jeong[1], un stagiaire en chirurgie plastique travaillant à l'hôpital général de Seoul Joo, dont la mère est la directrice. Il enseigne le Go à Dong-eun.
- Lim Ji-yeon (VF : Marie Diot) : Park Yeon-jin[6],[7]
  - Shin Ye-eun : est Park Yeon-jin jeune

Une présentatrice de la météo célèbre de la chaîne de télévision HTN. Fille d’une famille aisée, elle dirige le groupe de délinquants dans le harcèlement et l'abus physique de Dong-eun.
- Yeom Hye-ran (VF : Dominique Westberg) : Kang Hyeon-nam[6], une assistante travaillant au domicile du président de la Fondation Semyeong. Elle et sa fille ont subi des violences physiques de la part de son mari. Elle aide Dong-eun dans ses projets de vengeance, en devenant sa détective en échange du meurtre de son mari.
- Park Sung-hoon (VF : Nicolas Duquenoy) : Jeon Jae-joon[8],[9]
  - Byeong-geun Song : est Jeon Jae-joon jeune

L'héritier d'un terrain de golf. Il est daltonien. Il faisait partie du groupe qui abusait constamment de Dong-eun.

### Acteurs secondaires
- Jung Sung-il (VF : Swan Demarsan) : Ha Do-yeong[6], le mari de Yeon-jin. Il est le PDG de Jaepyeong Construction.
- Cha Joo-young (VF : Anouck Hautbois) : Choi Hye-jeong[10],[9]
  - Song Ji-woo : est Choi hye-jeong jeune

Une hôtesse de l'air dont les parents sont propriétaires d'un magasin de nettoyage à sec. Elle faisait partie du groupe qui abusait constamment de Dong-eun, même si elle n'avait pas beaucoup d'autorité dans le groupe car elle ne venait pas d’un milieu aisé.
- Kim Hi-eora (VF : Pauline Ziadé) : Lee Sa-ra[11],[9]
  - Bae Gang-hee : est Lee Sa-ra jeune

Membre de la chorale d’une église dirigée par son riche père pasteur, elle aime dessiner des œuvres abstraites dans son studio privé et a réussi à se faire un nom en tant que peintre reconnue dans ce domaine. Elle a également pris l’habitude de consommer de la drogue. Par le passé, elle faisait partie du groupe qui maltraitait constamment Dong-eun.
Yeom Hye-ran(VF : Dominique Westberg) : Kang Hyeon-nam 
Une femme de ménage anciennement employée par le président de la Fondation Semyeong. Victime de violence domestique aux côtés de sa fille adolescente, Hyeon-nam accepte d'aider Dong-eun à recueillir des renseignements pour son plan de vengeance en échange d'aide pour échapper à son ménage abusif.
- Oh Ji-yul (VF : Iliana Sakji) : Ha Ye-sol, la fille de Yeon-jin et Do-yeong. Bien que son père biologique soit Jae-joon. Elle est daltonienne. Elle fréquente la classe 1-2 de l'école primaire Semyeong.
- Ahn So-yo (VF : Iliana Sakji) : Kim Kyung-ran, employée actuelle d'une boutique appartenant à Jae-joon. Pendant ses années de lycée, après que Dong-eun a quitté l'école, elle est devenue la prochaine cible d'intimidation constante par le groupe de Yeon-jin.
- Park Ji-ah (VF : Jessie Lambotte) : Jung Mi-hee[12], la mère de Dong-eun.
- Choi Soo-in : Lee Seon-ah[13], la fille de Hyun-nam, qui, avec sa mère, a subi des violences physiques de la part de son père. Elle est instruite par Dong-eun.
- Lee So-yi(VF : Jeanne-Marie Ducarre) : Yoon So-hee[14]. Pendant ses années de lycée, elle a été la cible d'intimidations et d'abus constants de la part du groupe de Yeon-jin avant que Dong-eun ne devienne la cible suivante.
- Yoon Da-gyeong : Hong Young-ae, la mère aisée de Yeon-jin qui croit au chamanisme coréen.

### Invités
- Hwang Kwang-hee : l'animateur de radio HTN
- Lee Moo-saeng (VF : Yann Guillemot) : Kang Yeong-cheon[15], un patient qui a tué le père de Yeo-jeong.
- Lee Doo-seok (VF : Gabriel Ponthus): Avocat de Joe-Jung

 Source et légende : version française (VF) sur RS Doublage

## Production

### Développement
En janvier 2021, la préparation de la série commence. Entièrement pré-produite par Hwa&Dam Pictures et sa société mère, il s'agit d'une série originale. Il est dit que la série sera produite en deux parties, huit épisodes par partie pour un total de 16 épisodes.
Le 20 décembre 2022, en pleine conférence de presse, le réalisateur annonce que la deuxième partie sortira en mars 2023.

### Attribution des rôles
En juillet 2022, la série confirme la mise en production avec un casting réunissant Song Hye-kyo, Lee Do-hyun, Lim Ji-yeon, Yeom Hye-ran, Park Sung-hoon et Jung Sung-il.

### Fiche technique
Sauf indication contraire, les informations mentionnées dans cette section peuvent être confirmées par la base de données cinématographiques IMDb,  présente dans la section « Liens externes ».
- Titre original : 더 글로리
- Titre français : The Glory
- Création : Kim Eun-sook
- Réalisation : Gil Ho Ahn
- Scénario : Kim Eun-sook
- Musique : Kim Joon-seok et Jeong Se-rin
- Photographie : Jang Jong-Kyoung
- Son : n/a
- Montage : n/a
- Casting : n/a
- Production : n/a
- Sociétés de production : Hwa&Dam Pictures
- Sociétés de distribution : Netflix
- Budget : n/a
- Pays de production :  Corée du Sud
- Langue originale : coréen
- Format : couleur — Dolby Digital
- Genres : thriller, drame
- Nombre de saison : 1
- Nombre d'épisode : 16
- Durée : 47–72 minutes
- Date de première diffusion : 30 décembre 2022 (Netflix)

## Accueil

### Critiques
Dans son article pour Forbes, Joan MacDonald fait l'éloge de Song Hye-kyo pour son « portrait nuancé de Dong-eun », ainsi que de Jung Ji-so qui joue l'adolescente Dong-eun, et écrit « The Glory comporte une bonne part de rebondissements inattendus, faisant passer l'histoire de l'horreur au mélodrame et au mystère du meurtre ». Lakshana N Palat, dans sa critique pour The Indian Express, fait l'éloge de la cinématographie, de la musique et de la performance de Song Hye-kyo, déclarant : « C'est l'une de ses meilleures performances, si ce n'est la meilleure ».
Jonathon Wilson critique pour Ready Steady Cut lui attribue 3.5⁄5 et fait l'éloge de Song Hye-kyo, écrivant : « Le scénario lui demande beaucoup, et elle le fait, portant de manière captivante l'action de la première partie sur ses épaules », mais précise que le traitement  brutal de la violence scolaire rendait la série « désagréable à regarder ».

### Box-office
Deux jours après sa sortie, The Glory se classe neuvième au niveau mondial dans la catégorie des émissions de télévision de Netflix. Lors de son troisième jour, il atteint la cinquième place des séries les plus regardées sur Netflix dans le monde. La série a pris la première place dans dix pays (Netflix), dont la Corée du Sud, l'Indonésie, la Malaisie, les Philippines, le Qatar, l'Arabie saoudite, Singapour, Taïwan, le Viêt Nam et la Thaïlande. Classé cinquième en Inde, il est également entré dans le top 10 de Netflix dans 71 pays.